# 又野彰夫
又野 彰夫（またの あきお、1961年6月26日 - ）は、山口県出身の俳優。身長175cm。体重56kg。血液型はA型。OFFICE KUROKI所属。広島修道大学卒。

## 出演

### テレビドラマ
- 愛してるよ! 第2話「不純異性交遊ズッコケ踊り」（1993年）
- 電光超人グリッドマン 第37話「えっ! パパが死刑?」（1993年） - 神父
- 土曜ワイド劇場
  - 事件
    - 第2作（1994年）
    - 第4作（1996年）
    - 第5作（1997年）
    - 第6作（1998年）
    - 第8作（2000年） - 裁判官
    - 第10作（2003年）
    - 第11作（2004年）
    - 第13作（2008年）

  - 温泉若おかみの殺人推理 第7作（1998年） - 塩崎稔
- 放送記者物語（1995年）
- 刑事 蛇に横切られる（1995年）
- 宝引の辰捕者帳（1995年）
- 大河ドラマ
  - 秀吉（1996年）
  - 徳川慶喜（1998年） - 中谷、有司
  - 北条時宗（2001年） - 安達時盛
- 風の刑事・東京発! 第11話「特急あさま高原に消えた恋人」（1996年）
- 雲の上の青い空〜歌手誕生物語〜（1997年）
- はぐれ刑事純情派 第10シリーズ 第3話「盗撮!? 見られ続けていた女」（1997年） - 宇佐美哲男
- 研修医なな子（1997年）
- サービス（1998年）
- はみだし刑事情熱系
  - PART2 第21話「涙の緊急手配! 改造拳銃を買った女」（1998年） - 金森
  - PART6（2002年） - 安達正樹
- ウルトラマンガイア 第15話「雨がやんだら」（1998年） - 市の職員
- P.A. 第9話「最終回!!No.1の女優は私よ!」（1998年）
- ラビリンス（1999年） - 麻酔医
- 最後のストライク（2000年） - 小林誠二
- 菊次郎とさきスペシャル（2001年）
- 新・星の金貨（2001年）
- 茂七の事件簿 ふしぎ草紙（2001年）
- 水曜ミステリー9 監察医・篠宮葉月 死体は語る 第1作（2001年）
- 内田春菊の連続女優殺人事件（2002年）
- 松本清張没後10年記念・ビートたけしドラマスペシャル・張込み（2002年）
- 実録ドラマ　遺言・桶川ストーカー殺人事件（2002年）
- 壁ぎわ税務官2（2003年） - 図法螺社長
- 夢みる葡萄 〜本を読む女〜（2003年） - 児玉先生
- 彼女が死んじゃった。 第3話「きっとまた会える」（2004年）
- 父の海、僕の空（2004年）
- おとなの夏休み（2005年）
- 緋の十字架（2005年）
- 新・風のロンド（2006年）
- 柳生十兵衛七番勝負 島原の乱 第5話（2006年）
- 演歌の女王（2007年）
- キューティーハニー THE LIVE（2008年） - 刑事
  - 第18話「パパをかえして!」
  - 第25話「愛の戦士たち!」
- 生死線（2009年） - 宇多田上等兵
- さすらい刑事旅情編 - 飯塚明

### 映画
- 悪魔の毒々モンスター 東京へ行く（1989年）
- NIGHT HEAD 劇場版（1994年）

### Vシネマ
- ペリカンロード（1986年）※アニメ作品、デビュー作[1]
- セーラー服仁義 新宿歌舞伎町外伝（1994年） - サラリーマン
- ほんとにあった! 呪いのビデオ5（2000年）
- カポネ

### 舞台
- 金さん&女ねずみ小僧（1998年）
- スター誕生（1998年）
- 一人二役（1998年）
- 名医先生（1998年）
- 吉幾三・大月みやこ（1998年）
- 恋や恋 浮かれ死神（2003年） - 右源太

### 携帯ドラマ
- 呪われた学校（2009年）